# Real Madrid C
Real Madrid Club de Fútbol C ist die dritte Mannschaft von Real Madrid. Ihre Heimspiele bestreitet sie in der Ciudad Real Madrid. Die Mannschaft wurde als Real Madrid Aficionados 1952 gegründet und spielte zuletzt 2014/15 in der Tercera División, ehe das Team aufgelöst wurde. Im Oktober 2022 gab die Delegiertenversammlung von Real Madrid grünes Licht für die Inkorporierung der Madrider Mannschaft RSC Internacional FC, die 2022/23 in der Tercera Federación spielte. Ab 1. Juli 2023 wurde demnach Real Madrid C durch die Übernahme von RSC Internacional FC als Drittmannschaft des Klubs neugegründet.

## Geschichte

### Real Madrid Aficionados (1952–1990)
1952 wurde Real Madrid Aficionados (auf Deutsch: Real Madrid Amateure) gegründet. Die Mannschaft trat zunächst in der spanischen Amateurmeisterschaft an (Campeonato de España de Aficionados), die man insgesamt acht Mal gewinnen konnte. Durch den Titel in der Saison 1969/70 qualifizierte sich die Mannschaft erstmals für den spanischen Pokal, bei der man nach einem Erstrundensieg gegen CD Ensidesa in der zweiten Runde an CF Gandía scheiterte. Ab der Saison 1973/74 trat die dritte Mannschaft von Real Madrid in der División Preferente, der höchsten Regionalliga in Madrid, an. Zur Saison 1980/81 gelang der Aufstieg in die Tercera División, der vierten Spielklasse in Spanien. Im Jahr 1983 gewann Real Madrid Aficionados die Copa de la Liga der Tercera División, wodurch sich die Mannschaft für die Copa de la Liga 1984 qualifizierte, wo man wiederum in der ersten Runde an Sporting Gijón scheiterte. In der Spielzeit 1984/85 landete die Mannschaft in ihrer Regionalgruppe VII auf dem ersten Platz, verzichtete jedoch auf das Aufstiegsplayoff. Ein beachtlicher Erfolg glückte Real Madrid Aficionados in der Copa del Rey 1986/87, das Team setzte sich nacheinander gegen CD Valdepeñas, Atlético Madrileño sowie den Erstligisten Racing Santander und UD Las Palmas durch und erreichte das Achtelfinale, wo man mit 1:4 nach Hin- und Rückspiel am späteren Finalisten Atlético Madrid scheiterte. Dies sollte der letzte Auftritt der Drittmannschaft von Real Madrid im spanischen Pokal sein.

### Real Madrid C (1990–2015)
Im Jahr 1990 wurde die Mannschaft aufgrund einer Änderung in den Regularien für Farmteams von Seiten der RFEF in Real Madrid C umbenannt, analog erfolgte auch eine Umbenennung der Zweitmannschaft Castilla CF in Real Madrid B. Die Drittmannschaft, die seit 1981 durchgehend in der Tercera División vertreten war, erreichte sowohl 1990/91 als auch 1991/92 den ersten Platz der Gruppe VII, scheiterte jedoch beide Male im Aufstiegs-Playoff in die Segunda División B. Im Spieljahr 1991/92 gelang der Mannschaft schließlich der erstmalige Aufstieg in die dritte Spielklasse, wo Real Madrid C vier Saisons verbringen sollte. 1996/97 erreichte die Drittmannschaft zwar durch einen 13. Platz auf sportlichem Wege erneut der Klassenerhalt in der Segunda División B, aufgrund des Abstiegs der Zweitmannschaft des Klubs aus der Segunda División, wurde das Team jedoch automatisch relegiert, da gemäß den Regularien nicht beide Filialteams des Klubs in derselben Spielklasse vertreten sein können. In den folgenden Jahren gelangen zwei weitere erste Plätze in der Tercera División, 1998/99 und 2005/06 musste sich Real Madrid C im Playoff um den Aufstieg geschlagen geben, erst zur Saison 2012/13 erreichte die Mannschaft wieder die Segunda B. Dort konnte sich die Drittmannschaft bis 2014 halten, wie schon 17 Jahre zuvor war es der Abstieg von Real Madrid Castilla, der eine automatische Relegation zur Folge hatte. Im Spieljahr 2014/15 gelang ein 9. Platz in der Tercera División, ehe der Klub sich zur Auflösung von Real Madrid C entschloss.

### Neugründung (ab 2023)
Im Sommer 2022 verkündete Real Madrid ein Abkommen mit dem Madrider Verein RSC Internacional FC, der in der Tercera Federación vertreten war. Die Mannschaft spielte die Saison 2022/23 als eigenständiger Klub, trainierte und bestritt seine Heimspiele aber in der Ciudad Real Madrid, dem Trainingsgelände der „Königlichen“ und auch der Kader wurde zu einem erheblichen Anteil aus Spielern aus der Jugend von Real Madrid gebildet. Am 2. Oktober 2022 gab die Delegiertenversammlung von Real Madrid grünes Licht für die Inkorporierung von RSC Internacional FC mit dem 1. Juli 2023, womit diese zur neuen Drittmannschaft des Klubs wurde. Ein wichtiger Grund für diesen Entschluss war eine neue FIFA-Regel, wonach die Gesamtzahl der an andere Vereine ausgeliehenen Spieler zunächst auf acht, später auf sechs Spieler begrenzt werden soll. Mit der Neugründung der Drittmannschaft wollte Real Madrid ermöglichen, dass Talente die nicht mehr für die A-Jugend spielberechtigt sind, aber weder in der A- noch in der B-Mannschaft ausreichend Spielzeit bekommen würden und nicht ausgeliehen werden dürfen, im Verein gehalten werden können. Bereits in ihrer ersten Saison nach der Neugründung belegte die Mannschaft den ersten Platz in der Gruppe 7 der Tercera Federación und stieg somit in die Segunda Federación auf.

## Statistik

### Als Real Madrid Aficionados
| Saison  | Liga                           | Platz | Copa del Rey       |
| ------- | ------------------------------ | ----- | ------------------ |
| 1973/74 | Regional Preferente Castellana | 6.    | —                  |
| 1974/75 | Regional Preferente Castellana | 8.    | —                  |
| 1975/76 | Regional Preferente Castellana | 13.   | —                  |
| 1976/77 | Regional Preferente Castellana | 9.    | —                  |
| 1977/78 | Regional Preferente Castellana | 3.    | —                  |
| 1978/79 | Regional Preferente Castellana | 4.    | —                  |
| 1979/80 | Regional Preferente Castellana | 8.    | —                  |
| 1980/81 | Regional Preferente Castellana | 2. ▲  | —                  |
| 1981/82 | Tercera División               | 7.    | nicht qualifiziert |

| Saison  | Liga             | Platz | Copa del Rey       |
| ------- | ---------------- | ----- | ------------------ |
| 1982/83 | Tercera División | 7.    | nicht qualifiziert |
| 1983/84 | Tercera División | 2.    | erste Runde        |
| 1984/85 | Tercera División | 1.    | erste Runde        |
| 1985/86 | Tercera División | 4.    | erste Runde        |
| 1986/87 | Tercera División | 8.    | Achtelfinale       |
| 1987/88 | Tercera División | 10.   | nicht qualifiziert |
| 1988/89 | Tercera División | 4.    | nicht qualifiziert |
| 1989/90 | Tercera División | 5.    | —                  |

- 8 Saisonen in Preferente
- 9 Saisonen in der Tercera División

### Als Real Madrid C
| Saison  | Liga               | Platz |
| ------- | ------------------ | ----- |
| 1990/91 | Tercera División   | 1.    |
| 1991/92 | Tercera División   | 1.    |
| 1992/93 | Tercera División   | 2. ▲  |
| 1993/94 | Segunda División B | 7.    |
| 1994/95 | Segunda División B | 13.   |
| 1995/96 | Segunda División B | 9.    |
| 1996/97 | Segunda División B | 13. ▼ |
| 1997/98 | Tercera División   | 3.    |
| 1998/99 | Tercera División   | 1.    |
| 1999/00 | Tercera División   | 2.    |
| 2000/01 | Tercera División   | 4.    |
| 2001/02 | Tercera División   | 11.   |
| 2002/03 | Tercera División   | 6.    |

| Saison                       | Liga               | Platz |
| ---------------------------- | ------------------ | ----- |
| 2003/04                      | Tercera División   | 14.   |
| 2004/05                      | Tercera División   | 11.   |
| 2005/06                      | Tercera División   | 1.    |
| 2006/07                      | Tercera División   | 6.    |
| 2007/08                      | Tercera División   | 9.    |
| 2008/09                      | Tercera División   | 8.    |
| 2009/10                      | Tercera División   | 6.    |
| 2010/11                      | Tercera División   | 5.    |
| 2011/12                      | Tercera División   | 2. ▲  |
| 2012/13                      | Segunda División B | 5.    |
| 2013/14                      | Segunda División B | 9. ▼  |
| 2014/15                      | Tercera División   | 9.    |
| 2015–2023 nicht teilgenommen |                    |       |

| Saison  | Liga               | Platz |
| ------- | ------------------ | ----- |
| 2023/24 | Tercera Federación | 1. ▲  |
| 2024/25 | Segunda Federación | 13.   |

- 6 Saisonen in der Segunda División B
- 1 Saison in der Segunda Federación
- 19 Saisonen in der Tercera División
- 1 Saison in der Tercera Federación

## Erfolge
- Meister Tercera División (5): 1984/85, 1990/91, 1991/92, 1998/99, 2005/06
- Meister Tercera Federación: 2023/24
- Copa de la Liga de Tercera División: 1983
- Campeonato de España de Aficionados (spanischer Amateurmeister, 8): 1960, 1962, 1963, 1964, 1965, 1966, 1967, 1970